# Пожарникар
Огнеборец пренасочва насам.  За профсъюза вижте Национален синдикат на пожарникарите и спасителите „Огнеборец“.
Пожарникар е обучен специалист, професионалист за борба с пожари.
Притежава екипировка и оборудване за спасяване на човешки живот при природни бедствия и е ръкоположен и способен да осигурява първа помощ при нужда. Тук се включва и оказването на практични спешни услуги, съвет и обучение за предпазване от пожари.
Към спешните услуги, които осигуряват пожарникарите, се включва контролиране и гасене на пожари, спасяване на жертви от горящи сгради, други инциденти или опасни ситуации, както и отзоваване при сигнали за бомби, замърсявания с химикали или други опасни вещества.
Противопожарната дейност включва провеждане на презентации в училищата или други обществени групи, проучване на сгради с цел да се разбере дали отговарят на противопожарните изисквания, осъществяване на контакт със строителни професионалисти, на които да се дадат напътствия за безопасност преди или по време на конструкцията на сградата. Ежедневните задължения включват проверка, почистване и поддръжка на оборудването и провеждането на тренировки и обучение.
Тези сили в България са в състава на МВР. Кадрови пожарникари подготвя Школата по противопожарна охрана на МВР във Варна, а инженерно-командния офицерски състав - във факултет „Противопожарна охрана“ в Академията на МВР в София. Обучението е регламентирано със Закона за висшето образование, Закона за МВР, Закона за защита при бедствия.

## Други
На огнеборците е наречена улица в квартал „Карпузица“ в София (Карта).